# بتکده چهار دروازه

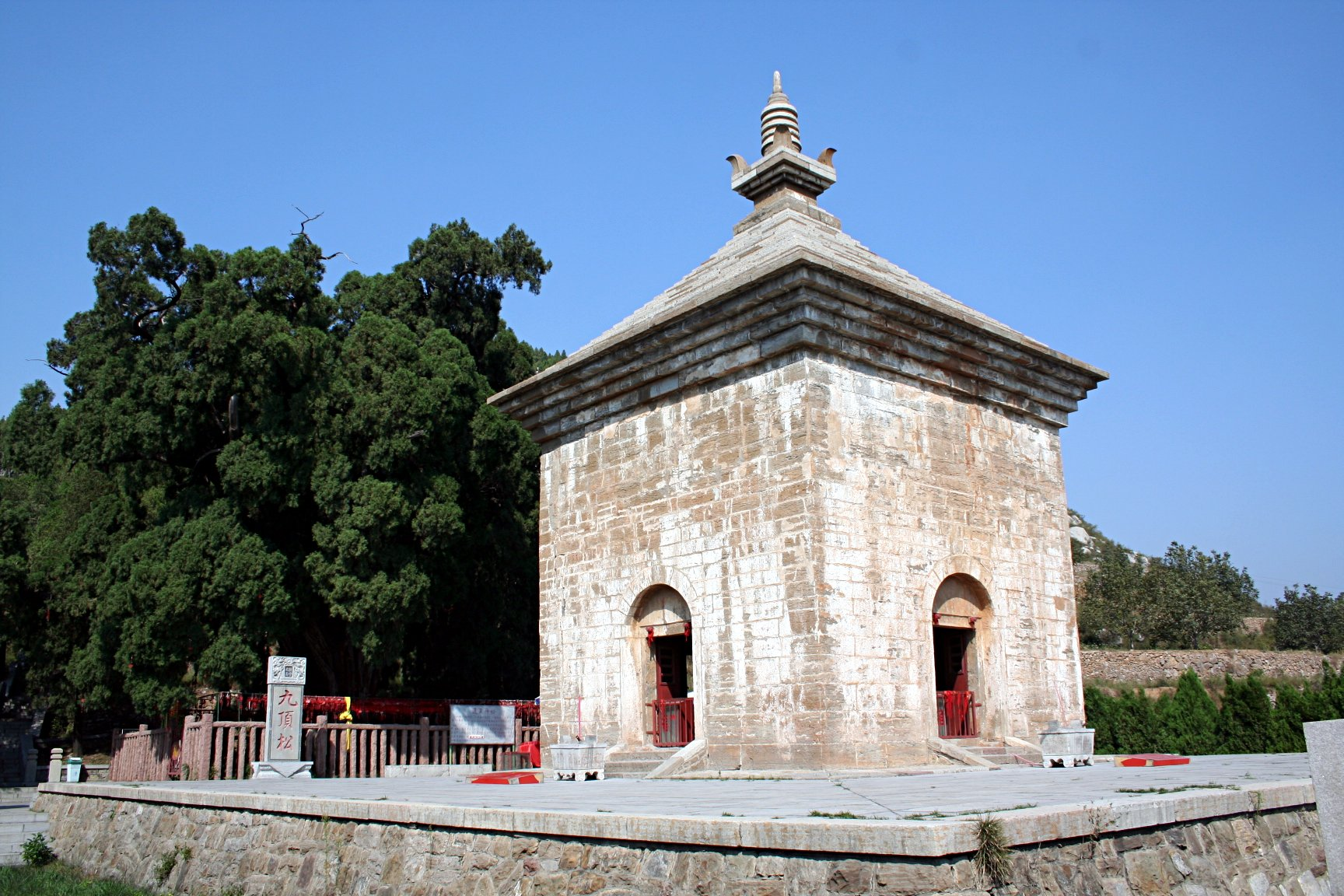
بتکده چهار دروازه

بتکده چهار دروازه (به چینی: 四门塔; پین‌یین: Sì Mén Tǎ) یک بتکده چینی با ساختار سنگی از دوره سلسله سوئی (۵۸۱–۶۱۸ پس از میلاد) است که در مرکز استان شاندونگ چین واقع شده‌است.
گمان می‌رود این بتکده قدیمی‌ترین پاگودای سنگی به سبک عمارت کلاه فرنگی در چین باشد. قدیمی‌ترین بتکده آجری موجود در چین، بتکده ۴۰ متری بتکده سونگیو در سال ۵۲۳ پس از میلاد است.

## محل
بتکده چهار دروازه در دامنه کوه قینگ لونگ، نزدیک روستای لیوبو در ناحیه لیچنگ، تحت مدیریت شهر جینان (شاندونگ)، در حدود ۳۳ کیلومتری جنوب شرقی این شهر واقع شده‌است. بتکده در شرق محل معبد شنتونگ قرار دارد که در زمان ساخت بتکده یکی، از مهم‌ترین معابد شمال چین بود اما اکنون ویران شده‌است.

## تاریخ
بر اساس کتیبه ای بر روی یک لوح سنگی که در سال ۱۹۷۲ در داخل سقف بتکده‌ها کشف شد، بتکده «در سال هفتم دوره دایه سلسله سوئی ساخته شده‌است». بنابراین مربوط به سال ۶۱۱ پس از میلاد، نزدیک به پایان این سلسله است. این بتکده از سال ۱۹۶۱ به عنوان یک مکان تاریخی و فرهنگی مهم در سطح ملی محافظت شده‌است.